# Ayllón (kommun)
Ayllón är en kommun i Spanien.   Den ligger i provinsen Provincia de Segovia och regionen Kastilien och Leon, i den centrala delen av landet, 110 km norr om huvudstaden Madrid. Antalet invånare är 1 398. Arean är 126 kvadratkilometer.
Terrängen i Ayllón är platt norrut, men söderut är den kuperad.